# Rapiszki (gmina Cejkinie)
Rapiszki (lit. Ropiškė) – wieś na Litwie, w okręgu uciańskim, w rejonie ignalińskim, w gminie Cejkinie.
Dawniej używana nazwa – Rapiszki II.

## Historia
W czasach zaborów wieś w okręgu wiejskim Michałowo, w gminie Daugieliszki, w powiecie święciańskim, w guberni wileńskiej Imperium Rosyjskiego. W 1866 roku miała 64 mieszkańców w 8 domach, należała do dóbr skarbowych Dawiliszki. W 1905 roku liczyła 81 mieszkańców, 141 dziesięcin.
W dwudziestoleciu międzywojennym futor leżał w Polsce, w województwie wileńskim, w powiecie święciańskim, w gminie Daugieliszki.
W 1931 w 13 domach zamieszkiwało 58 osób.
Miejscowość należała do parafii rzymskokatolickiej w Daugieliszkach. Podlegała pod Sąd Grodzki w Święcianach i Okręgowy w Wilnie; właściwy urząd pocztowy mieścił się w Daugieliszkach.